# ORF
Österreichischer Rundfunk (Avstrijski radio, ORF) je avstrijska nacionalna javna radiotelevizija. ORF, ki se financira iz kombinacije prihodkov od televizijskih licenčnin in omejenega oglaševanja, je prevladujoči igralec v avstrijskih radiodifuznih medijih. Avstrija je bila po Albaniji zadnja država v celinski Evropi, ki je dovolila zasebno televizijsko oddajanje po vsej državi, čeprav so komercialni televizijski kanali iz sosednje Nemčije prisotni v Avstriji na plačljivi televiziji in preko prizemnega oddajanja od 80. let dvajsetega stoletja.

## Radijski kanali
- Ö1 – kulturni in glavni informativni kanal
- Hitradio Ö3 - kanal pop glasbe
- FM4 – kanal za (alternativno) mladinsko kulturo
- Nekdanji Ö1Ö2 je bil nadomeščen z devetimi regionalnimi kanali (eden za vsak Bundesland ali zvezno državo):
  - Radio Burgenland
  - Radio Kärnten
  - Radio Niederösterreich
  - Radio Oberösterreich
  - Radio Salzburg
  - Radio Steiermark
  - Radio Tirol
  - Radio Vorarlberg
  - Radio Wien
  - Radio Slovenski

Vsi ti radijski kanali se oddajajo prizemno na FM in prek digitalne storitve satelitov SES Astra na 19,2° vzhodno.
Vsi domači radijski kanali ORF se pretakajo tudi prek interneta. Dodaten 24-urni kanal z vsemi novicami je na voljo izključno prek interneta: to je Ö1-Inforadio ki prenaša vso informativno vsebino Ö1 in zapolnjuje "vrzeli", med katerimi Ö1 prenaša glasbene in kulturne programe, z dodatnimi oddajami novic.
Različica Ö1 se mednarodno predvaja prek kratkih valov (in satelita v Evropi) kot Ö1 International . Njegov urnik vključuje tudi programe v angleščini in španščini.
Dodatna storitev, Radio 1476, je prej oddajala na srednjih valovih vsak večer od 18.00 do nekaj po polnoči. Njegov urnik je bil mešanica vsebin iz Ö1, programov za jezikovne in kulturne manjšine, ljudske glasbe in posebnih produkcij.

## Televizijski kanali
- ORF 1
- ORF 2 (z regionalnimi programi)
- ORF 2 Evropa
- ORF III
- ORF Sport +
- 3sat (v sodelovanju z ARD, ZDF in SRF)

Televizijski kanali ORF se oddajajo zemeljsko in preko satelita SES Astra 1H na 19,2° vzhodno. Preko satelita sta šifrirana ORF 1 in ORF2, kar omogoča ogled samo avstrijskim rezidentom, ki plačajo avstrijsko televizijsko licenco (Gebühren Info Service , "GIS"). ORF2 Europe je nešifriran in ga je mogoče prejeti prek satelita v Evropi.
ORF podpira pobudo Hybrid Broadcast Broadband TV (HbbTV), ki spodbuja in vzpostavlja odprt evropski standard za hibridne sprejemnike za sprejem televizijskih oddaj in širokopasovnih multimedijskih aplikacij z enim uporabniškim vmesnikom. Od 6. marca 1995 ORF oddaja 24 ur na dan.

## Regionalne postaje
ORF ima v vsaki avstrijski zvezni deželi en regionalni studio, kjer vsaka država proizvaja svoj radijski in televizijski program, ki se predvaja prek ORF 2. Regionalni studio na Tirolskem proizvaja tudi regionalno televizijo in radio za nemško govoreče prebivalstvo Južne Tirolske v Italiji. Čeprav ima vsaka dežela svoj studio, je večina produkcij ORF močno osredotočena na Dunaj, saj večina oddaj poteka tam.

## Logotipi
Prvi logotip podjetja ORF, imenovan "ORF eye", je leta 1968 zasnoval avstrijski ilustrator in karikaturist Erich Sokol (de), ki je bil tudi glavni grafik ORF in kasneje tudi umetniški direktor med letoma 1967 in 1992. Logotip "ORF eye" se pogosto primerja z logotipom "CBS Eye", ki ga uporablja ameriška komercialna televizijska postaja CBS. Leta 1992 je ORF britanskemu grafičnemu oblikovalcu Nevilleu Brodyju naročil oblikovanje novega logotipa podjetja, ki so ga kmalu poimenovali "ORF bricks". Logotip "ORF eye" iz leta 1968 se je še naprej občasno uporabljal (na primer na naslovnih karticah Zeit im Bild), dokler ni bil leta 2011 popolnoma ukinjen.
- Logotip "ORF eye" (1968–1992; občasna uporaba do 2011)
- Besedni znak na zaslonu (1968–2000)
- Logotip "ORF bricks" (1992 – danes)

## Poglej tudi
- Simfonični orkester dunajskega radia
- Radio Agora